# Babbala e il ragazzo idiota
Babbala e il ragazzo idiota (anche nota come Babbala) è una webserie del 2012, distribuita da FlopTv, diretta, sceneggiata e interpretata da Maccio Capatonda.

## Trama
Ispirato alla serie televisiva «Bigfoot and Wildboy» di fine anni ‘70, è la storia di un ingenuo Ragazzo Idiota (Herbert Ballerina) vessato dal terribile Busto Arsizio (Ivo Avido), un cattivo tutto d’un pezzo senza braccia né gambe (un busto, appunto), che vuole catturarlo, e dal suo assistente Hansel (Embè Marchetti). Busto Arsizio se la dovrà vedere con il leggendario Babbala, una creatura grossa e pelosa (Maccio Capatonda) che combatte contro i nemici a suon di macigni, rischiando la sua stessa vita pur di salvare il Ragazzo Idiota, suo protetto.

## Episodi
| Nº | Titolo                                          |
| -- | ----------------------------------------------- |
| 1  | Puntata 1                                       |
| 2  | Puntata 2                                       |
| 3  | Puntata 3, con Maccio Capatonda                 |
| 4  | Puntata 4, con Ivo Avido alias Busto Arsizio    |
| 5  | Puntata 5                                       |
| 6  | Puntata 6, con l'acciuffatore                   |
| 7  | Puntata 7, con lo sconosciuto                   |
| 8  | Puntata 8, con Anna Pannocchia alias Lady Cacca |
| 9  | Puntata 9                                       |
| 10 | Puntata 10                                      |

## Altri media
Uno spezzone della serie compare nel film Italiano medio, diretto dallo stesso Capatonda.